# 디사로 아키라 실바노
디사로 아키라 실바노(일본어: ディサロ 燦 シルヴァーノ, 1996년 4월 2일~)는 일본의 축구 선수이다.

## 구단 경력
그는 2019년 J3리그의 기라반츠 기타큐슈에 입단했다. 2019년 J3리그 우승으로 J2리그로 승격했다. 2020년엔 리그 35경게 출전하여 18득점을 기록했다. 2021년 J1리그의 시미즈 에스펄스로 이적했다. 2022년 7월 J2리그의 몬테디오 야마가타로 임대 이적했다. 2023년 J2리그의 시미즈 에스펄스로 복귀했다. 2023년 7월부터 2024년 6월까지 J1리그의 쇼난 벨마레에서 뛰었다. 2024년 7월 J2리그의 몬테디오 야마가타로 이적했다.